# 마일로 (래퍼)
마일로는 대한민국의 래퍼다. 2014년 EP [Urban Flavor]로 데뷔했다.

## 방송
- 쇼미더머니2 (2013) - Top25

## 음반
- Urban Flavor (2014)
- Stay Free Homeboys (2015)